# Kovilj
Kovilj (cyr. Ковиљ) – wieś w Serbii, w Wojwodinie, w okręgu południowobackim, w mieście Nowy Sad. W 2011 roku liczyła 5414 mieszkańców.